# داستن فارنوم
داستن فارنوم (بالإنجليزية: Dustin Farnum)‏ مواليد 27 مايو 1874 في نيوهامبشير، الولايات المتحدة، هو ممثل أمريكي بدأ مسيرته الفنية سنة 1914.

## الأعمال
- ذا بارسون أوف بانامينت
- ضوء النجوم الغربية
- السعادة الكبيرة

## روابط خارجية
- داستن فارنوم على موقع IMDb (الإنجليزية)
- داستن فارنوم على موقع قاعدة بيانات برودواي على الإنترنت (الإنجليزية)
- داستن فارنوم على موقع قاعدة بيانات الأفلام السويدية (السويدية)
- داستن فارنوم على موقع قاعدة بيانات الفيلم (الإنجليزية)